# Ärvinge

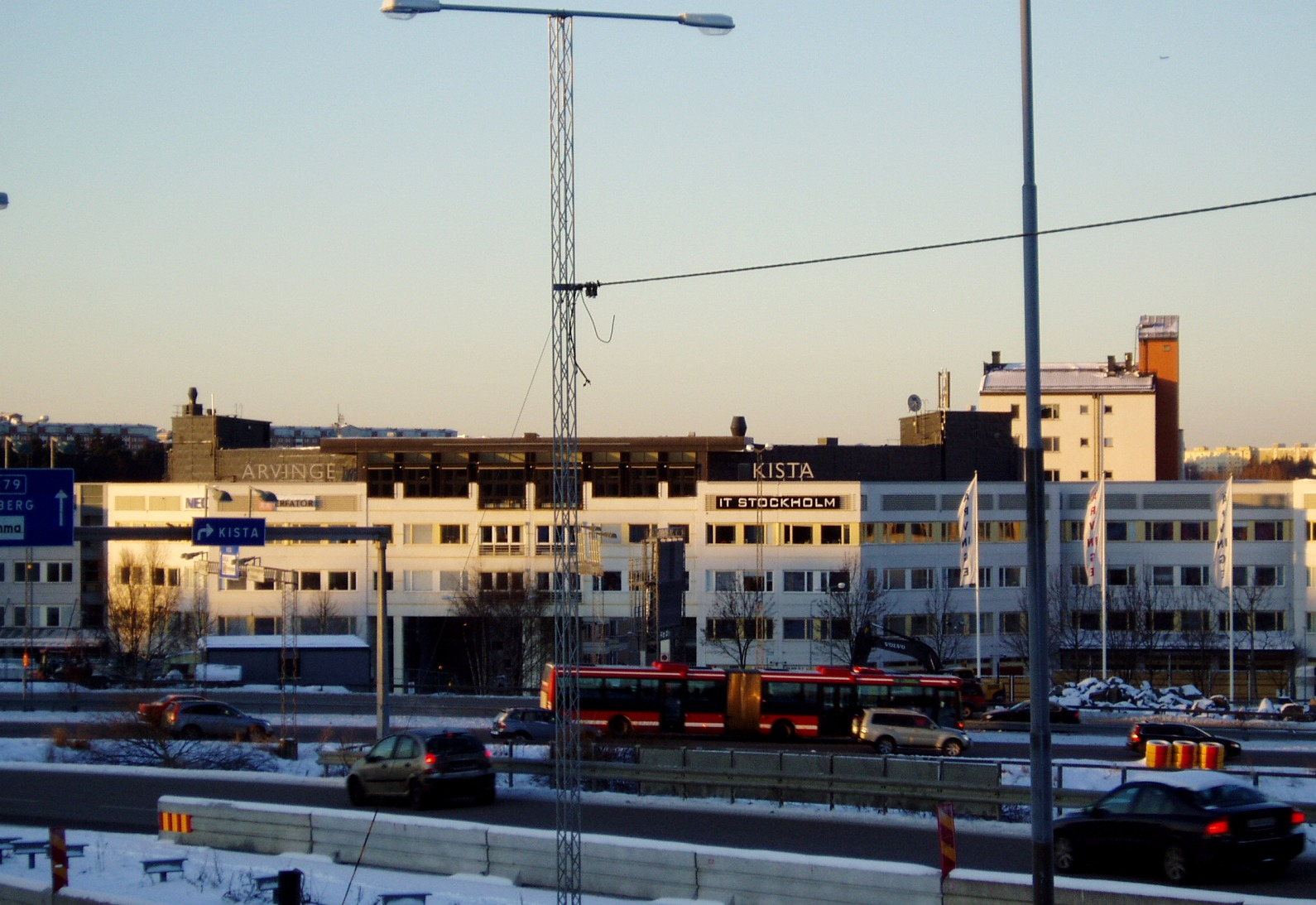
Kancelářské budovy v Ärvinge.

Ärvinge je neformální oblast v jižní části čtvrti Kista v okresu Västerort, severozápadní části Stockholmu.
Oblast Ärvinge byla postavena na počátku 90. let a jedná se o smíšenou výstavbu kanceláří a bytů. Bytové domy jsou nízké "smalhuset" s identickými byty podobně jako mají domy v západních a jižních předměstích Stockholmu, které byly postaveny během 40. a 50. let. Většina domů jsou nájemní bytové domy, které jsou stejně jako kancelářské budovy spravovány firmou Atrium Ljungberg. Je zde také řada garsoniér a koleje Královského technického institutu. Oblast byla plánována v úzké spolupráci se švédskou policií a vyniká neobvykle nízkým počtem případů drobné kriminality.
Kancelářské budovy jsou umístěny v blízkosti dopravní tepny Hanstavägen-Kymlingelänken a představují tak hlukové odstínění pro obydlí. Na jihu hraničí Ärvinge s potokem Igelbäcken a přírodní oblastí Järvafältet.

## Ulice a náměstí
Ulice v Ärvinge jsou, s výjimkou Ärvingevägen (pojmenované po oblasti) a Igelbäcksgatan (pojmenované po nedalekém potoku Igelbäcken), pojmenované po místech v Dánsku.

## Budoucí tramvajová trasa
Podle současných plánů dostane Ärvinge svoji zastávku větve tramvajové linky Tvärbanans vedoucí do Kista a Helenelund. 